# 파스칼 아르비요
파스칼 아르비요(Pascale Arbillot, 1970년 4월 17일 ~ )는 프랑스의 배우이다.

## 출연 작품
- 레인 (2008)
- 프렌즈: 하얀 거짓말 (2010)
- 마담 보바리 (2014)
- 샹송가수 기 자메 (2018, Guy)
- 보르도 우정여행 (2019, Nous finirons ensemble) - 이자벨 역
- 나와 언니와 셀린 디온 (2019, J'irai où tu iras)
- 미스 (2020) - 아만다 역

### 텔레비전
- 지니어스 (2018, Genius)